# Meru County
Meru County (bis 2010 Meru District) ist ein County in Kenia. Im Meru County lebten 2019 1.545.714 Menschen auf 6.936 km². Die Hauptstadt ist Meru.

## Geografie
Meru grenzt an 4 weitere Counties; Isiolo County im Norden, Nyeri County im Südwesten, Tharaka-Nithi County im Südwesten und Laikipia County im Westen. Meru County besteht aus neun Wahlkreisen; Igembe Süd, Igembe Zentral, Igembe Nord, Tigania West, Tigania Ost, Nord Imenti, Buuri, Imenti Zentral und Imenti South.
Das Klima in Meru kann als milde bis warm beschrieben werden. Die Temperatur schwankt zwischen 16 °C in der kalten Jahreszeit bis 23 °C in der warmen Jahreszeit. Meru erhält einen durchschnittlichen Niederschlag zwischen 500 mm und 2600 mm pro Jahr.

## Bevölkerung
Die Bevölkerung gehört zur Mehrheit dem Volk der Meru an. Dazu gehören die Unterstämme der Imenti, Tigania und Igembe, die hier ansässig sind. Kimeru ist neben Swahili und Englisch die Sprache, die von dieser Gemeinschaft gesprochen wird. Andere Ethnien sind die Kikuyu, Embu und Kamba. Es gibt auch kleinere Gruppen von Borana, Somali, Asiaten und Weißen.
Meru County ist hauptsächlich von Christen bevölkert. Obwohl es katholische, presbyterianische und anglikanische Gläubige gibt, verfügt die methodistische Kirche über die größte Anhängerschaft in dieser Region. Minderheitsreligionen sind der Islam und der Hinduismus.
2014 betrug die Fertilitätsrate 3,1 Kinder pro Frau. Die Alphabetisierungsrate betrug 86,1 % bei Frauen und 90,4 % bei Männern zwischen 15 und 49 Jahren.

## Wirtschaft
Die Bewohner des Counties leben hauptsächlich von der Landwirtschaft. Die meisten Menschen betreiben Subsistenzlandwirtschaft, in der sie gängige Lebensmittel wie Mais, Bohnen, Sorghum, Hirse und Obst anbauen. Andere bauen Kaffee und Tee an und lassen ihn in nahe gelegenen Fabriken verarbeiten. Kommerzieller Obstbau ist durch das Projekt Nurture der Bill & Melinda Gates Foundation populär geworden. Angebaut werden vorwiegend Mangos und Passionsfrüchte.
2017 lag das BIP pro Kopf im County bei 154.537 Kenia-Schilling (ca. 3.086 Internationale Dollar) und belegte damit Platz 19 unter den 47 Counties des Landes.